# Franco Archibugi
Franco Archibugi (Roma, 18 settembre 1926 – Roma, 23 novembre 2020) è stato un economista e urbanista italiano studioso di pianificazione applicata a problemi politici, socio-economici e territoriali.

## Biografia
Nato a Roma nel 1926, si è spento a Roma il 23 novembre 2020. Le sue ceneri sono state disperse a Valun, Alta Badia, m 2550.

### Formazione e impegno politico
Partecipò alla Resistenza con piccole azioni dimostrative quali il lancio di volantini dei cristiano - sociali nei cinematografi e con lo spargimento di chiodi a quattro punte sulla via Flaminia. Dopo la liberazione di Roma, fu uno degli animatori della rinnovata Federazione Giovanile Socialista Italiana guidata da Matteo Matteotti, Leo Solari e Mario Zagari, con i quali nacque un lungo sodalizio insieme ai suoi coetanei Giorgio Ruffolo e  Sergio Milani.
In quegli anni, contribuì anche alla fondazione della Sezione Italiana della Quarta Internazionale, insieme a Giorgio Ruffolo e Livio Maitan, entrando in contatto con Ernest Mandel e altri trotskisti.
Studente dell'Istituto di Filosofia della Facoltà di Lettere e Filosofia della Sapienza Università di Roma, ebbe come docente Guido Calogero e come amici e compagni di corso giovani brillanti quali Lucio Colletti, Emilio Garroni, Luciano Cafagna, Alberto Caracciolo, Tullio Gregory e Gennaro Sasso, scrivendo la sua tesi di laurea sull'illuminismo tedesco sotto la guida di Carlo Antoni.
Dopo la scissione di Palazzo Barberini del Partito Socialista Italiano, aderì, insieme all'intera Federazione Giovanile Socialista, al Partito Socialista Liberale Italiano (poi PSDI) guidato da Giuseppe Saragat. Si riavvicinò al Partito Socialista Italiano dopo la destalinizzazione. Idealmente vicino agli intellettuali socialisti della corrente giolittiana, si era progressivamente allontanato dal Psi quando fu nominato segretario Bettino Craxi, tanto da sostenere altre liste quali quella del Partito Radicale nel 1987 e quella guidata da Massimo Severo Giannini nel 1992.

### Le prime attività professionali
Ebbe il suo primo impiego al Ministero della Ricostruzione, collaborando strettamente con il Ministro Meuccio Ruini e con il suo capo di gabinetto Federico Caffè, rappresentando l'Italia in Europa per l'attuazione del Piano Marshall. Con Federico Caffè, conservò una profonda amicizia fino alla sua scomparsa.
Dopo la morte di Eugenio Colorni, nel 1944, ebbe una lunga amicizia con Ernesto Rossi, connessa all'impegno professionale congiunto per la ricostruzione economica italiana e ai comuni ideali europeisti. È in seguito stato uno dei giovani funzionari che ha dato l'avvio al processo di integrazione europea come Direttore Generale della Comunità europea del carbone e dell'acciaio alla fine degli anni Cinquanta sotto la presidenza di Piero Malvestiti.
Iniziò a lavorare alla Confederazione Italiana Sindacati Lavoratori (CISL), contribuendo alla fondazione dell'Ufficio studi, dal 1951 al 1958, in collaborazione con  Pietro Merli Brandini (archiviato dall'url originale il 20 novembre 2022). Ritornò a dirigere l'Ufficio studi della CISL dal 1977 al 1981, dove fu uno stretto collaboratore di Pierre Carniti.

### Docente universitario
Nel 1957 insegnò Economia del lavoro presso l'Istituto Cesare Alfieri, Facoltà di Scienze Politiche dell'Università di Firenze. Successivamente, Archibugi è stato uno dei promotori della programmazione in Italia negli anni Sessanta, collaborando strettamente con Antonio Giolitti e Giorgio Ruffolo. Riprese la vita accademica solamente nel 1975, e fu docente di Pianificazione urbanistica, presso Università della Calabria, l'Università di Napoli Federico II e la Scuola nazionale dell'amministrazione.

### Il Centro di studi e piani economici e la Planologia
Fondatore nel 1963 e Presidente del  Centro di Studi e Piani Economici., era fra i sostenitori (e promotori) di una nuova disciplina unitaria della pianificazione - la "Planologia" -, intesa a creare un ponte fra i progressi scientifici e teorici in economia e di altre scienze sociali, e la efficienza della politica operativa e amministrativa. Al Centro Piani si sono ritrovati molti economisti, urbanisti, architetti e statistici italiani interessati ad applicare empiricamente i metodi della pianificazione, tra i quali Vera Cao Pinna, Bruno Ferrara,  Maurizio Di Palma. e poi  Martino Lo Cascio.,  Claudio Mazziotta., Massimo Pazienti,  Umberto Triulzi.,  Annalisa Cicerchia. e molti altri. Il Centro Piani fu anche il primo datore di lavoro di giovani studiosi quali Bruno Amoroso , Franco Bonelli, Vieri Ceriani e molti altri.
Archibugi ha contribuito allo sviluppo delle tecniche di pianificazione in ambito urbanistico, territoriale ed economico, collaborando con le Nazioni Unite, la Commissione europea e l'Organizzazione per la cooperazione e lo sviluppo economico e con i Premi Nobel per l'Economia Jan Tinbergen, Ragnar Frisch, Richard Stone e Wassily Leontief. Ha contribuito a fondare riviste accademiche in questa area scientifica, tra le quali  Socio-Economic Planning Sciences. nel 1967 e  Social Indicators Research. nel 1974.
Insieme a Jacques Delors e  Stuart Holland. aveva proposto di andare al di là della pianificazione capitalistica.
La sua amicizia con architetti e urbanisti quali Bruno Zevi, Vincenzo Cabianca, Giuseppe Caronia, Alberto Gatti, Corrado Beguinot, Paolo Portoghesi e Manfredi Nicoletti gli consentì di comprendere e di integrare gli aspetti territoriali in una unificata idea di pianificazione.
Negli ultimi anni, aveva alacremente lavorato ad una imponente trilogia sull'approccio programmatico, pubblicata l'anno prima della sua scomparsa dall'editore Palgrave Macmillan.

### Un nuovo socialismo tra settore pubblico e settore privato
Dopo la sua scomparsa, la Luiss University Press ha pubblicato una raccolta di suoi saggi dedicati al rapporto tra stato e mercato,  Il privato collettivo. Un nuovo socialismo che sta cambiando il paese., nei quali si sostiene che il progetto del socialismo ha bisogno di essere rivitalizzato uscendo dalla tradizionale distinzione tra pubblico e privato. In questi saggi, Archibugi sviluppa i temi già affrontati nel suo antecedente libro L'economia associativa. Il libro ha una prefazione di Giuliano Amato, anche lui esponente di spicco della corrente di intellettuali del Partito socialista italiano che si raccolsero sin dal primo governo di centro-sinistra nel 1962 intorno a Antonio Giolitti e Giorgio Ruffolo.

### Vita privata
Figlio del violinista Corrado Archibugi e di Adelina Francia, era nipote dello storico d'arte Ennio Francia.
Sposato con la scrittrice Muzi Epifani nel 1953, ebbe con lei quattro figli, Luca, Daniele, Francesca e Albertina. Dopo la separazione, ebbe un quinto figlio da Karla Koenig,  Mathias., e un sesto figlio, Alessandro, dalla sua seconda moglie Fulvia Banchi.
Grande appassionato di musica classica, anche grazie alla amicizia stretta in gioventù con Sergio Cafaro e Boris Porena contribuì alla rifondazione della Accademia Filarmonica Romana nel 1945. La sua casa fuori Roma al Divino Amore, oltre ad ospitare - dal 1981 - la sede del Centro di studi e piani economici, è stata un intenso centro di vita culturale, musicale e sociale. Tra i suoi amici musicisti che hanno suonato in casa ci furono Massimo Pradella, Pierluigi Urbini, Fausto Zadra, Franco Tamponi, Gerhard Oppitz, Astor Piazzolla, Bruno Aprea, Arturo Bonucci, Rodolfo Bonucci, Dragomira Biligova, Laura Manzini, Damiano Giuranna e Giorgio Sasso. Sergio Cafaro si esibì spesso nelle sue celebri improvvisazioni.
I fratelli maggiori del padre di suo nonno furono Francesco e Alessandro Archibugi, volontari del Battaglione universitario della Sapienza e morti nella difesa della Repubblica Romana (1849). Come pro-nipote, Franco ha tenuto viva la loro memoria partecipando alle commemorazioni, anche come componente dell' Associazione Nazionale Veterani Garibaldini..

## Onorificenze
Nel 2005 fu nominato Socio d'onore della Società Geografica Italiana.

## Formazione di base
1944-1952. Università di Roma. Studente in Storia e Filosofia
1947-1950. ISE-BCI [Istituto di Studi Economici, Sezione romana
1963-1964. London School of Economics (LSE). One year Diploma in "Economics and Social Administration".

## Profilo politico-professionale
- Fin dall'inizio, Franco Archibugi ha coniugato di ricerca con le proprie attività politiche e professionali. Nel 1945-1950 prima della laurea (subito alla fine della II guerra mondiale), egli è stato giovanissimo funzionario nell'amministrazione di governo che si occupava della ricostruzione e della cooperazione europea [presso il Ministero della Ricostruzione, (Gabinetto del Ministro Meuccio Ruini, Prof. Federico Caffè capo-gabinetto); e Comitato dei Ministri per la Ricostruzione (CIR) che gestiva l'ERP-European Recovery Program ("Piano Marshall"), in Roma; e più tardi a Parigi presso l'OECE].
- Fra il 1951-1956 è stato consulente economico e formativo della Confederazione Italiana Sindacati Lavoratori, che aderiva alla International Confederation of Free Trade Unions (ICFTU, Londra); e nel 1956-57 è stato Presidente del Comitato Economico della Organisation Regionale Europeenne della CISL-ICFTU (Bruxelles); in questo ruolo ha partecipato ai negoziati, del Trattato di Roma, istitutivo della Comunità Economica Europea.
- Nel 1958-59 è stato Capo della Segreteria Tecnica del Comitato dei Ministri per lo sviluppo del Mezzogiorno. Nel 1960-62, è stato Direttore alla Alta Autorità della CECA (Comunità Europea per il Carbone e l'Acciaio) in Lussemburgo, per le questioni del lavoro e della riconversione industriale e regionale
- Nel 1962, è rientrato in Italia, per fondare a Roma il Centro di studi e piani economici, (Planning Studies Centre, nella versione internazionale) insieme ad un gruppo multidisciplinare di colleghi e con il supporto di alcuni Enti pubblici italiani. Come Presidente-Direttore del Centro si è dedicato esclusivamente a studi ed esperienze pratiche di un "approccio unificato all'analisi e alla pianificazione dello sviluppo" , [come poi raccomandato e richiesto in quel periodo da numerose risoluzioni dell'ONU ]; dando un supporto tecnico-scientifico alla incipiente esperienza di programmazione economica, che si stava realizzando in Italia con l'inizio dei Governi cosiddetti di Centro-sinistra (dal 1963 al 1975); ciò diede luogo ad un'intensa cooperazione con il Ministero del Bilancio e della Programmazione Economica[21]
- Nello stesso tempo, Franco Archibugi è stato contemporaneamente impegnato anche in un certo numero di iniziative su questioni di pianificazione, sia di carattere scientifico che operativo, promosse da alcune istituzioni internazionali. Fra cui:
  - Per le Nazioni Unite, come consulente del "UN Centre for Housing, Building and Planning" UNCHBP (New York, 1968-73); come project manager di alcuni progetti UNDP (1971-77); e come "Senior economic adviser" organismo di direzione dell'UN-Economic Commission for Europe (Ginevra, 1970- 75)[22].
  - Per la Comunità Economica Europea, (più tardi Unione) come membro e relatore di molti documenti di Comitati di studio e di valutazione delle politiche economiche, urbane e regionali;[23] e, dopo l'atto unico di Maastricht, delle politiche europee di coesione sociale-[24]. Nonché come direttore di alcune ricerche per il Programma Quadro Europeo di ricerche (EU Research Framework Programme.)[25]
  - Per l'OCSE e il Consiglio di Europa, è stato relatore in molti Conferenze e Seminari intergovernativi concernenti l'innovazione nelle politiche economico-sociali[26].

## Attività di ricerca e accademiche
Franco Archibugi ha sempre accompagnato le sue attività ed esperienze tecnico-professionali con un'attività di ricerca, (che a sua volta si è risolta in una sistematica e scientifica cognizione di una metodologia di pianificazione). Dopo il declino delle esperienze di pianificazione economica in Italia (ma anche altrove, negli anni '60 e '70, sia nei paesi sviluppati che in quelli sotto-sviluppati, e nelle attività ONU), Franco Archibugi si concentrò sulla introduzione di un approccio unificato alla pianificazione nel mondo accademico e universitario; è stato professore ordinario in alcune Università italiane (Calabria, Palermo, Napoli, Roma) e infine docente stabile presso la Scuola Superiore della Pubblica Amministrazione di Roma. Ed è stato attivo in una rete internazionale di studiosi che hanno perseguito il suo stesso impegno intellettuale per una pianificazione socio-economica unificata e integrata. e per una nuova esperienza scientifica - la "planologia" - mai ancora applicata nei suoi termini corretti nella gestione delle politiche pubbliche e di illustrarla didatticamente in modi autonomi e liberi dalle discipline componenti (economia, sociologia, urbanistica, e così via) in un autonomo approccio ‘meta-disciplinare': l'approccio ‘planologicò (o ‘programmatico').
Franco Archibugi era socio individuale e fondatore dell'AESOP ( Association of the European Schools of Planning.) e presente a numerosi Congressi di essa; attraverso cui anche ad alcuni WPSC (World Planning Schools Congress) e in contatto con le attività del GPEAN (Global Planning Education Association Network). Egli è anche associato alla EAEPE (European Association for Evolutionary Political Economy), ha partecipato ad alcuni suoi Congressi. Come anche è membro di alcune associazioni accademiche italiane come SIEDS (Società italiana di economia demografia e statistica) e SGI (Società Geografica Italiana); di cui è socio onorario, e molte altre.
Nelle sue opere Archibugi ha spesso espresso apertamente i suoi debiti e le sue derivazioni intellettuali dal pensiero di alcuni grandi economisti, quali Gunnar Myrdal, Ragnar Frisch, Jan Tinbergen, Wassily Leontief (con gli ultimi tre ha anche avuto rapporti personali amichevoli). Egli ritiene di seguire le loro tracce; egli cerca di rilanciarne il pensiero, mai veramente conosciuto e capito bene nella comunità scientifica; e spera di averne aggiornato ed esplicitato il significato, e di avere così in qualche modo completato la loro opera.

## Pubblicazioni
Negli ultimi anni della sua vita, ha esposto in una sofferta trilogia i principali risultati del suo lavoro e dei suoi ideali, pubblicata nel 2019.
- The Programming Approach and the Demise of Economics. Volume I: A Revival of Myrdal, Frish, Tinberger, Johansen and Leontief. (Palgrave Macmillan, London, 2019).
- The Programming Approach and the Demise of Economics. Volume II: Selected Testimonies on the Epistemological "Overturning" of Economic Theory and Policy. (Palgrave Macmillan, London, 2019).
- The Programming Approach and the Demise of Economics. Volume III: The Planning Accounting Framework (PAF). (Palgrave Macmillan, London, 2019).

Qui segue una selezione essenziale delle opere più significative di Franco Archibugi nei quattro campi di studio in cui ha ottenuto riconoscimento e risultati.

### I. Epistemologia delle scienze sociali e "Planologia"
1992. Verso una nuova disciplina della pianificazione", background paper della 1ª Conferenza mondiale sulle scienze della pianificazione. [in Inglese: Towards a New Discipline of Planning. Palermo, "First World Conference on the Planning Sciences".
1996. Gli ‘indicatori di programma': il loro ruolo ed uso nella programmazione integrata sociale o comunitaria. (Papers from the First World-Wide Conference on Planning Science,) ( Social Indicator Research, vol.39,N.3, 1996).(Testo completo in italiano)
1999. L' "approccio programmatico": considerazioni metodologiche basate sui contributi di Frisch, Tinbergen e Leontief. In: Saggi di politica economica in onore di Federico Caffè (a cura di N.Acocella et alii,). Franco Angeli, Milano 1999. ISBN 88-464-1627-9  Testo intero (PDF) (archiviato dall'url originale il 12 maggio 2016).
2000. Introduzione alla Planologia. Verso un nuovo paradigma scientifico nelle scienze sociali. PSC publisher, 2000  Sommario (archiviato dall'url originale il 14 novembre 2007). Anche in inglese: Introduction to planology. The paradigm shift in social sciences.  Summary.
2003 Teoria della pianificazione. Dalla critica politologica alla ricostruzione metodologica Alinea, Firenze 2003 ISBN 88-8125-738-6.  Sommario e alcuni giudizi. Anche in inglese: Planning theory: From the Political Debate to the Methodological Reconstruction, Springer, 2008, ISBN 978-88-470-0695-9  Summaryand initial praise.
2011. L'approccio programmatico e la dissoluzione della teoria economica. Un manifesto contro il determinismo nelle scienze sociali. (in corso di pubblicazione, vedi sommario)

### II. Analisi dei mutamenti strutturali e sul futuro del Welfare State
1956. Panorama delle relazioni industriali nell'epoca dell'automatismo. Consiglio Nazionale delle Ricerche, CNR.1957 [solo in Ital.]
1957. Pianificazione economica e contrattazione collettiva, appunti per una definizione teorico-pratica del loro rapporto.in: "Una politica per la piena occupazione", (a cura di Danilo Dolci) , Einaudi, Torino, 1957
1969. Politica dei redditi e pianificazione . Criteri e Modelli. (a cura, con F.Forte). Etas-Kompass, 1969.  Sommario.
1979. Verso una contrattazione collettiva di piano: aspetti evolutivi delle relazioni fra pianificazione e contrattazione collettiva nella società post-industriale. (PSC publ.)
1993. Insight into European Cohesion. A contribution to the Study of a Policy for the Strengthening of Socio-economic Cohesion in Europe.  Summary.
2000. The Associative Economy: Insights beyond the Welfare State and into Post-Capitalism, Macmillan, 2000  Summary. In Italiano: ed. aggiornata: L'economia associativa: sguardi oltre il Welfare State e nel post-capitalismo, (Einaudi, 2002)[22] ISBN 88-245-0636-4.  Sommario e alcuni primi giudizi.
2006. Tra il neocapitalismo e il post-capitalismo: i compiti odierni di una sinistra politica (dal volume di saggi per G.Ruffolo, a cura di L.Cafagna, Donzelli Roma2007).  Testo Completo (PDF). Anche  in inglesi (PDF)., "International Review of Sociology", Vol.18, No3, 2008
2022 (postumo),  Il privato collettivo.Un nuovo socialismo che sta cambiando il paese., Prefazione di Giuliano Amato, Luiss University Press, ISBN 9788861057890

### III. Pianificazione territoriale e urbana
1966. La città regione in Italia: Premesse culturali, ipotesi programmatiche (a cura). Boringhieri 1966. City-region in Italy: cultural premises and programmed hypotheses. (only Ital.)  Sommario.
1979. Principi di pianificazione regionale 1 v.: Metodi e obiettivi. 2 vol: Programmi e bilanci, Franco Angeli editore. ISBN 88-204-1717-0 vedi  Sommario (archiviato dall'url originale il 31 luglio 2007).
1989. Economy and Ecology. Towards Sustainable Development (eds with P. Nijkamp). Kluwer Academic Publ. ISBN 0-7923-0477-2 [solo in Inglese] vedi  Sommario (archiviato dall'url originale il 12 maggio 2016).
1994. Teoria dell'Urbanistica. Lezioni su una rivalutazione dei fondamenti dell'urbanistica. Edizioni PSC)  Sommario e indice (archiviato dall'url originale il 27 febbraio 2014).
1997. La città ecologica. Urbanistica e sostenibilità, Bollati-Boringhieri, 2002.  Sommario e alcuni primi giudizi. ISBN 88-339-5664-4 English edition: The Ecological City and the City Effect, Aldershot, Ashgate, 1997 [ISBN 1-85972-653-4
1998. Il futuro della qualità urbana in Europa. Verso i nuovi sistemi urbani europei: concetti e strategie. Ediz.PSC , 1992  Sommario. Also in English: 1998,  Summary.
1999- Eco-sistemi urbani in Italia. Una proposta di riorganizzazione urbana e di riequibrio territoriale e ambientale a livello regionale-nazionale. Gangemi Editore, Roma. ISBN 978-88-498-2265-6  Sommario. solo in italiano
1992. Roma, per una nuova strategia territoriale. Ediz.PSC , 1994  Sommario. Ediz.in inglese Rome a new urban planning strategy, Routledge, 2005  Summary. ISBN 0-415-30366-4

### IV Pianificazione strategica nelle organizzazioni pubbliche e non profit
2002. Introduzione alla pianificazione strategica in ambito pubblico,(Ed.italiana, Alinea, Firenze 2005).  Sommario (archiviato dall'url originale il 2 marzo 2013). ISBN 88-8125-739-4 Ediz. Inglese  Summary (archiviato dall'url originale il 31 luglio 2007).
2004.Compendio di programmazione strategica per le pubbliche amministrazioni, Alinea 2004. solo ital.  Sommario. ISBN 88-8125-864-1.  Summary. in Inglese
2008 Da burocrate a manager. La programmazione strategica in Italia: passato, presente e futuro, Rubbettino, 2008.ISBN 978-88-498-2265-6 [solo Ital]  Sommario (archiviato dall'url originale il 31 luglio 2007).